# Androceu

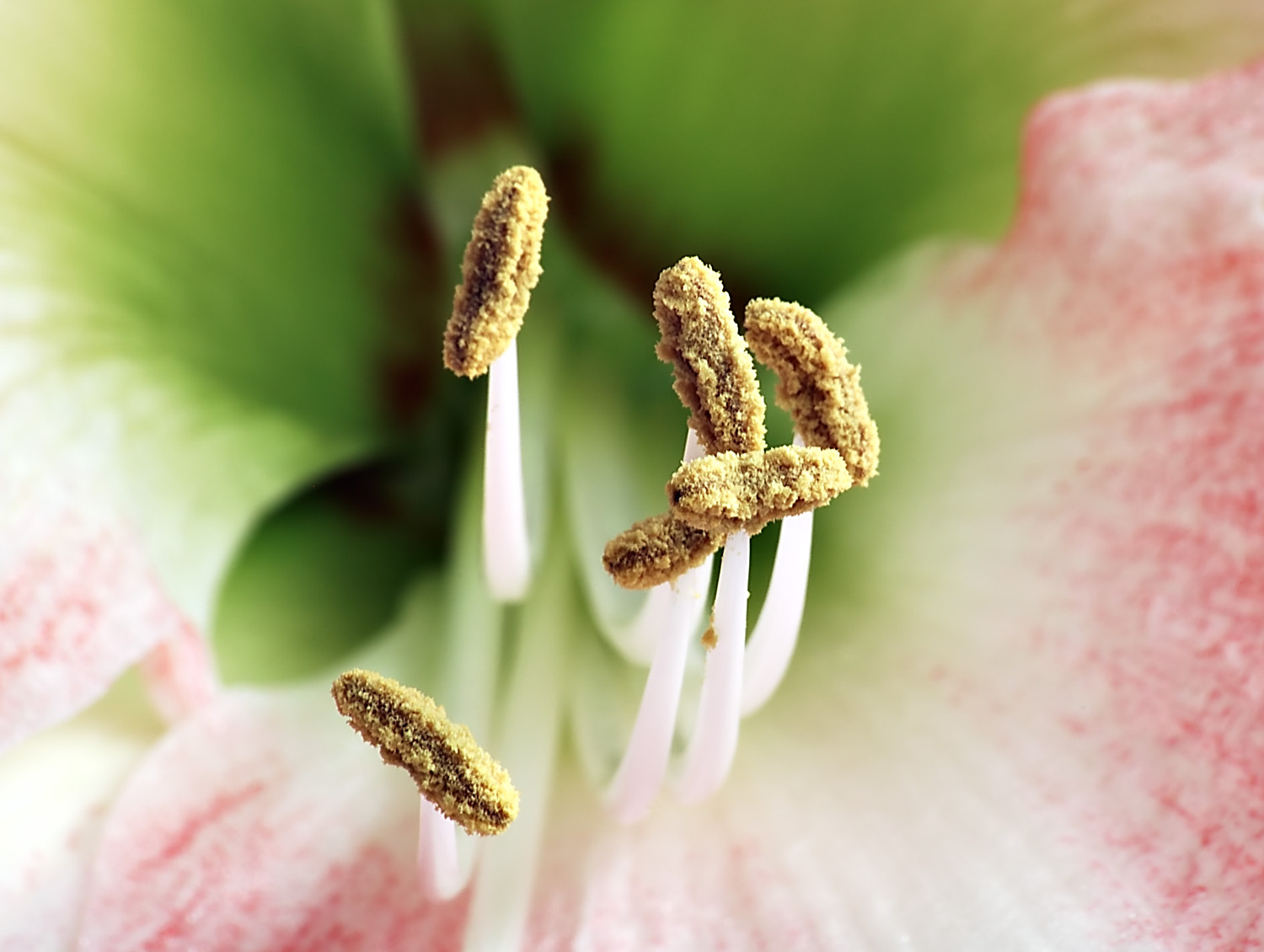
Androceu o conjunt destams d'una flor

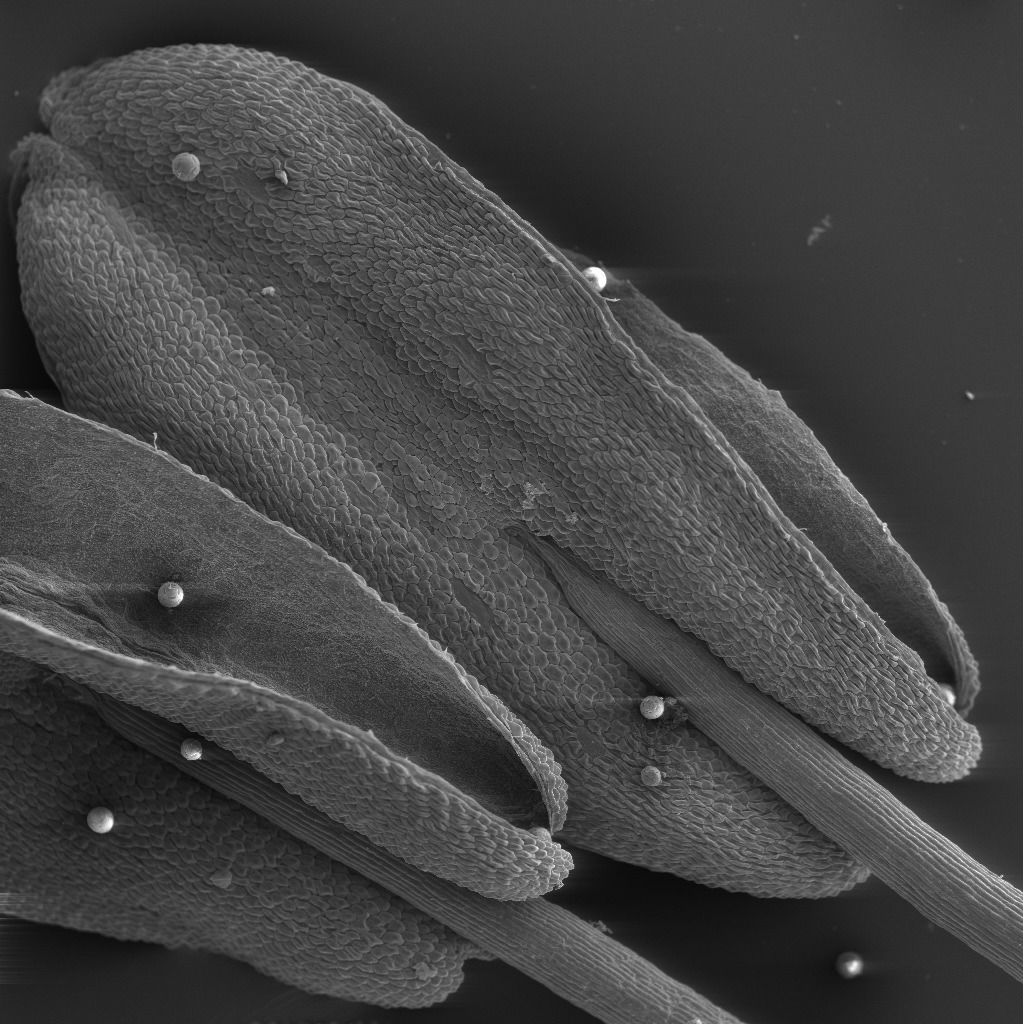
Imatge al microscopi electrònic de rastreig de dos estams amb les anteres i algun gra de pol·len visible.

L'androceu (del llatí androceum, que designava un lloc destinat als homes) és el conjunt dels estams, que són els òrgans reproductors masculins de la flor que generen les gàmetes mòbils. És el conjunt d'estams, formats cadascun per l'antera i el filament. Cada antera consta de dues teques unides per un teixit estèril anomenat connectiu que serveix de suport al filament. A cada teca hi ha dos sacs pol·línics que contenen el pol·len. Algunes flors, a més dels estams normals, fèrtils, en tenen d'altres d'estèrils i a vegades força modificats o transformats en esquames o nectaris; aquestes estructures són conegudes pel nom d'estaminodis. Quan els estams són madurs, es produeix la dehiscència de les anteres, procés d'obertura que permet sortir els grans de pol·len. Aquest fenomen pot tenir lloc per una fenedura al llarg de cada teca (longitudinal), per porus apicals (poral) o a través de petites finestres (per ventalles o ventalloles).
En les angiospermes es presenta una tendència menys marcada que altres verticils a la reducció de peces. Sovint els estams són molt nombrosos (poliàndria) i estan disposats helicoidalment, malgrat que les altres peces florals siguin cícliques. Quan els estams són cíclics, el cas primitiu és que formin dos verticils. En diferents famílies, es dona una multiplicació
secundària del nombre d'estams (poliàndria secundària), que tenen maduració centrífuga i sovint s'agrupen en feixos. El nombre comparativament alt d'estams té sentit quan la pol·linització és
poc específica (anemòfil·la) o mitjançant animals que mengen molt pol·len.
L'estam o els estams constitueixen l'androceu, és a dir, és l'òrgan masculí d'una flor.
El pol·len és el responsable de la fecundació de l'òvul de dins l'ovari. Aquest procés pot tenir lloc al cap d'un breu període de la pol·linització (al cap de l'hora en l'ordi) o al cap d'uns mesos (l'avellaner és pol·linitzada al final de la tardor i la fecundació no es realitza fins a la primavera següent).

## Estructura
A les gimnospermes l'estam té formes molt diverses (de bràctea, de peduncle capitat, etc.), i amb un nombre variable de sacs pol·línics, segons la família. En les angiospermes, l'estam, que correspon sempre a un microsporofil·le, consta típicament d'un filament, d'ordinari llarg i prim que es fa de suport, i una antera; aquesta amb dues teques que porten, cadascuna, dos sacs pol·línics i que es correspon amb la part fèrtil. Cada sac pol·línic equival a un eusporangi, i consta d'una paret formada, de fora cap endins, per l'epidermis, l'endoteci o capa fibrosa, la capa intermèdia i el tapet, i d'un arquespori amb les cèl·lules mare del gra de pol·len.
És força freqüent la concrescència o soldadura dels filaments amb el tub de la corol·la i és fàcilment observable a la majoria de flors simpètales. També és possible la soldadura dels estams entre ells que es pot veure en les fabàcies, asteràcies i malvàcies entre altres famílies.

## Classificació dels estams
Els estams que se situen enfront dels pètals s'anomenen opositipètals i els que hi alternen, alternipètals. Semblantment, i respecte dels sèpals, els estams poden ser opositisèpals o alternisèpals. Si els estams no sobresurten respecte de la corol·la, s'anomenen inclusos. Si la depassen, exserts.
Els grans de pol·len poden dispersar-se per unitats independents (mònades), en grups de quatre (tètrades) o en grups més nombrosos (políades). En alguns casos particulars, com els de les orquídies, tots els grans de pol·len d'un sac pol·línic són reunits en una estructura anomenada pol·lini.

### Segons disposició
- Opositipètals: si se situen enfront dels pètals.
- Alternipètals: si hi alternen.

### Segons si estan o no soldats pels seus filaments
- Lliures: si entre ells no estan soldats.
- Monadelf: dit de l'androceu que presenta els estams fusionats per llurs filaments en un únic feix.
- Diadelf: dit de l'androceu que presenta estams fusionats per llurs filamnts en dos feixos.
- Poliadelf: dit de l'androceu que presenta estams fusionats per llurs filaments en diversos feixos.

### Segons si estan soldats per les anteres
- Singenèsics: estams soldats per les anteres.
- Sinfisandres: estams soldats per les anteres i pels filaments.